# 吉田雄人 (野球)
吉田 雄人（よしだ ゆうと、1995年4月21日 - ）は、北海道茅部郡森町出身の元プロ野球選手（外野手）。右投左打。

## 経歴

### プロ入り前

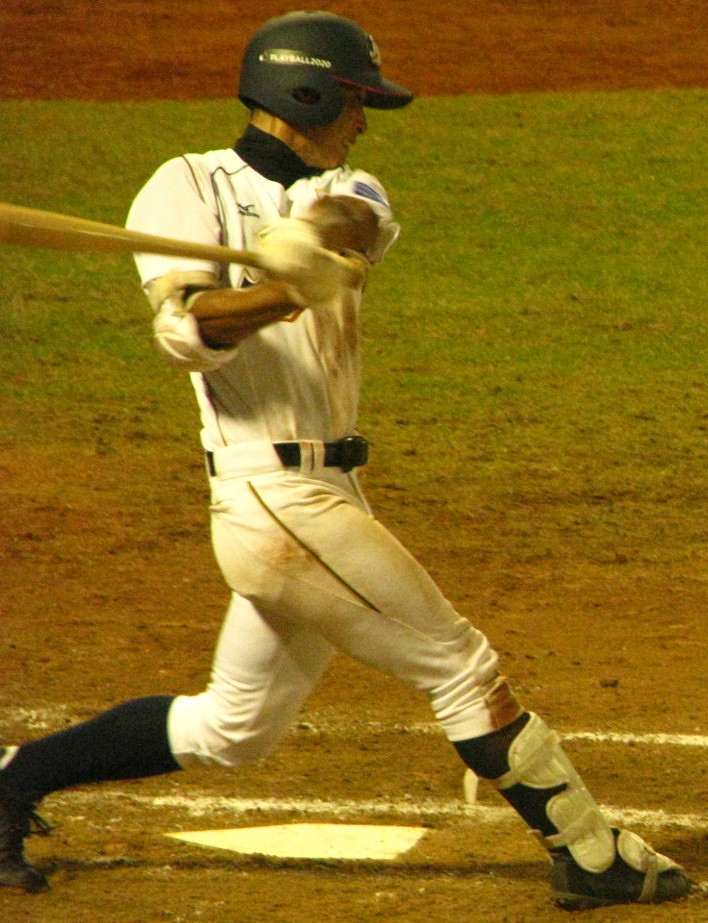
2013年9月6日

小学1年から森クラブ野球少年団で野球を始める。森中時代は函館東リトルシニアで投手兼外野手の傍ら、俊足を活かして陸上部も掛け持ちしていた。
北照高等学校には当初投手として入学したが、打者としての大成を目指し野手に専念。1年秋からレギュラーの座を獲得すると、2年春、3年春・夏と、3度にわたって甲子園球場での全国大会出場を経験した。全国大会では、通算5試合で16打数8安打を記録。主将を務めた3年時には、夏の選手権大会後に開かれた第26回AAA世界野球選手権大会（IBU野球ワールドカップ）に、日本代表のメンバーとして出場。「1番・右翼手」して9試合に起用されると、通算12安打、通算打率.364という成績でチームのワールドカップ準優勝に貢献した。
2013年のNPBドラフト会議で、オリックス・バファローズから5巡目で指名。契約金3,500万円、年俸500万円（金額は推定）という条件で入団した。背番号は53。

### オリックス時代
2014年には、春季キャンプ前の新人合同自主トレーニングで、視察に訪れていた一軍監督・森脇浩司から走力を高く評価され、春季キャンプの途中から一軍に抜擢されたが、一軍公式戦への出場機会はなかった。ウエスタン・リーグ公式戦には71試合に出場。本塁打を放てなかったものの、打率.236、11打点、4盗塁を記録した。
2015年には、ウエスタン・リーグ公式戦71試合に出場。打率・打点・本塁打数は前年と変わらず、2年連続で一軍昇格を逃した。秋季キャンプでは、一軍の打撃コーチへ就任したばかりの高橋慶彦による指導で、従来に比べてバットを拳1つ分以上短く持つ打撃フォームに改造した。
2016年には、入団後初めて、春季キャンプを一軍でスタート。同期入団の吉田一将に加えて、吉田凌と吉田正尚が新たに入団したチーム状況の下で、吉田姓の選手から唯一抜擢された。レギュラー遊撃手の安達了一が春季一軍キャンプの直前に潰瘍性大腸炎で入院したため、一軍キャンプでもっぱら遊撃手の守備の練習に取り組んだ。吉田自身は外野手登録のまま、ウエスタン・リーグ公式戦出場ではチーム最多の99試合に出場し、17試合で遊撃、23試合で二塁、5試合で三塁の守備に就いたが、一軍では安達がシーズンを通して遊撃手として出場していたため、一軍で遊撃手での出場はなかった。同年はチームの支配下登録野手で唯一、一軍に昇格できなかった。
2017年には、入団後初めて、レギュラーシーズンの開幕を一軍で迎え、同年は再び外野の守備に専念した。4月1日には、東北楽天ゴールデンイーグルスとの開幕カード第2戦9回裏に、小谷野栄一の代走で一軍公式戦にデビュー。4月28日の福岡ソフトバンクホークス戦7回裏に代打で一軍初打席を経験し、5月5日の北海道日本ハムファイターズ戦では「2番・右翼手」として一軍公式戦で初めてスタメンに起用された。10月7日の対東北楽天ゴールデンイーグルス戦（いずれも京セラドーム）では、4回裏に代打へ起用されると、そのまま右翼の守備に就いた。しかし、9回表1死2塁から阿部俊人が放ったゴロを後逸。右翼フェンス方向へ打球が転がる間に、二塁走者ばかりか阿部の本塁生還まで許した。さらに、1死1・2塁から足立祐一が放ったゴロをファンブルし、1点を献上した。1イニング2失策を喫し、9回裏の打席では代打の若月健矢と交代した。チームも2安打で0 - 7と大敗し、一軍監督の福良淳一は試合後に、「（吉田）雄人の（2）失策は、完璧に初歩的なミスなので許されない。こんな試合を（本拠地最終戦で）見せたのは（チームとして）最低で、（ファンに）申し訳ない」との苦言を呈した。一軍公式戦には、通算で11試合に出場。8打席に立ったが、一軍公式戦での初安打には至らなかった。75試合に出場したウエスタン・リーグ公式戦でも、打率.183と精彩を欠いた。
2018年には、8月1日の対楽天戦延長11回裏に代走で起用されると、二塁への盗塁成功によって一軍公式戦初盗塁をマーク。翌2日の同カード（いずれも京セラドーム）では、5回裏の第2打席に、一軍公式戦での初安打を美馬学から記録した。しかし、一軍公式戦の出場はわずか3試合で、10月4日に球団から戦力外通告を受けた。12月2日付で、自由契約選手としてNPBから公示。

### オリックス退団後
オリックス退団後、選手としてプレーもした北照高等学校に外部コーチとして復帰。また、札幌市でジム経営も行っている。
2025年4月から、郷里にある森高等学校の野球部の監督に就任した。

## 選手としての特徴
走攻守バランス良く、打撃での高いバットコントロールと、持ち前の脚力を活かした走塁・守備が持ち味。

## 詳細情報

### 年度別打撃成績
| 年 度     | 球 団      | 試 合 | 打 席 | 打 数 | 得 点 | 安 打 | 二 塁 打 | 三 塁 打 | 本 塁 打 | 塁 打 | 打 点 | 盗 塁 | 盗 塁 死 | 犠 打 | 犠 飛 | 四 球 | 敬 遠 | 死 球 | 三 振 | 併 殺 打 | 打 率 | 出 塁 率 | 長 打 率 | O P S |
| --------- | ---------- | ----- | ----- | ----- | ----- | ----- | -------- | -------- | -------- | ----- | ----- | ----- | -------- | ----- | ----- | ----- | ----- | ----- | ----- | -------- | ----- | -------- | -------- | ----- |
| 2017      | オリックス | 11    | 8     | 8     | 1     | 0     | 0        | 0        | 0        | 0     | 0     | 0     | 0        | 0     | 0     | 0     | 0     | 0     | 3     | 0        | .000  | .000     | .000     | .000  |
| 2018      | オリックス | 3     | 6     | 6     | 0     | 1     | 0        | 0        | 0        | 1     | 0     | 1     | 0        | 0     | 0     | 0     | 0     | 0     | 1     | 0        | .167  | .167     | .167     | .333  |
| 通算：2年 | 通算：2年  | 14    | 14    | 14    | 1     | 1     | 0        | 0        | 0        | 1     | 0     | 1     | 0        | 0     | 0     | 0     | 0     | 0     | 4     | 0        | .071  | .071     | .071     | .143  |

### 年度別守備成績
| 年 度 | 球 団      | 外野  | 外野  | 外野  | 外野  | 外野  | 外野     |
| 年 度 | 球 団      | 試 合 | 刺 殺 | 補 殺 | 失 策 | 併 殺 | 守 備 率 |
| ----- | ---------- | ----- | ----- | ----- | ----- | ----- | -------- |
| 2017  | オリックス | 5     | 2     | 0     | 2     | 0     | .500     |
| 2018  | オリックス | 3     | 3     | 0     | 0     | 0     | 1.000    |
| 通算  | 通算       | 8     | 5     | 0     | 2     | 0     | .714     |

### 記録
- 初出場：2017年4月1日、対東北楽天ゴールデンイーグルス2回戦（京セラドーム大阪）、9回裏に小谷野栄一の代走で出場
- 初打席：2017年4月28日、対福岡ソフトバンクホークス3回戦（京セラドーム大阪）、7回裏に若月健矢の代打で出場、五十嵐亮太から中飛
- 初先発出場：2017年5月5日、対北海道日本ハムファイターズ6回戦（京セラドーム大阪）、2番・右翼手で先発出場
- 初盗塁：2018年8月1日、対東北楽天ゴールデンイーグルス16回戦（京セラドーム大阪）、11回裏に二盗（投手：フランク・ハーマン、 捕手：山下斐紹）
- 初安打：2018年8月2日、対東北楽天ゴールデンイーグルス17回戦（京セラドーム大阪）、5回裏に美馬学から中前安打

### 背番号
- 53 （2014年 - 2018年）